# Казуальность
Казуа́льность (от лат. casus — случай, случайность) — учение о случайности; теория о том, что в мире господствует случайность, не поддающаяся обобщению. Эта теория отстаивалась, в частности, древнегреческим философом Эпикуром и его последователем, римским поэтом и философом Лукрецием, а также другими философами.
Казуальным называют нечто обусловленное особенностями данного случая.

### Вюриспруденции
- Казуальное творчество
- Казуистика (также в теологии)